# صحراء سونورا

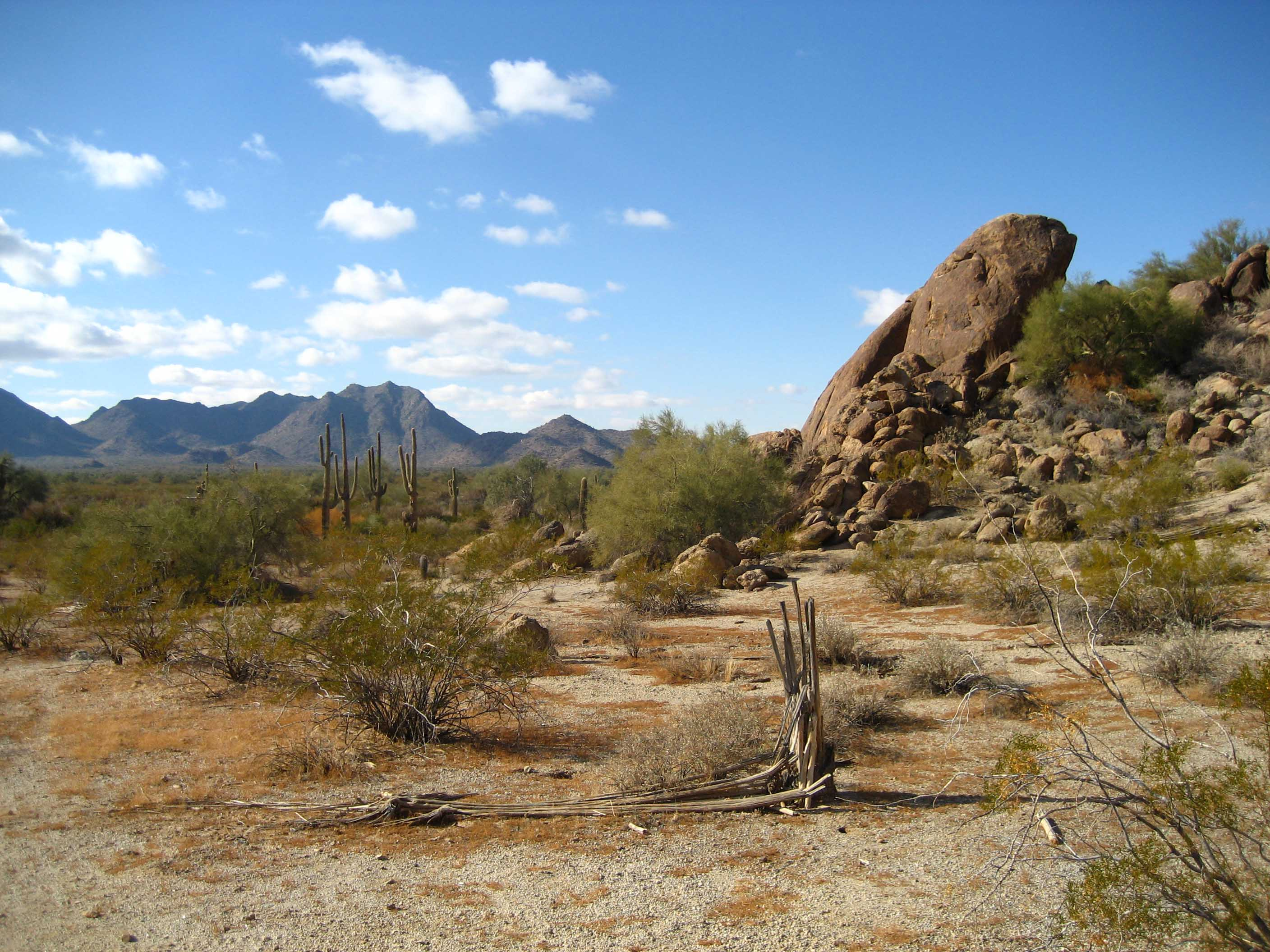
منظر لصحراء سونورا في ولاية أريزونا

صحراء سونورا هي صحراء تقع على الحدود الأمريكية المكسيكية وتحتل أجزاء من ولايتي كاليفورنيا وأريزونا في أمريكا وولايات سونورا وباها كاليفورنيا وسينالوا في المكسيك، تبلغ مساحتها أكثر من 300 ألف كيلومتر مربع وتكثر بها نباتات الصبار، تسمى كذلك بالصحراء الواطية خلافا لـ الصحراء العالية والتي هي صحراء موجيف وأيضا تدعى صحراء جيلا نسبة لنهر جيلا.
تنقسم هذه الصحراء إلى جزيئن : كبير ويسمى صحراء كولورادو، وصغير يدعى صحراء يوما
تحفل الصحراء بتنوعها البيئي حيث تزخر بما يزيد على 60 نوع من الثدييات و 350 نوع من الطيور و 20 نوع من البرمائيات وأكثر من مئة زاحف وأيضا 30 نوعا أصليا من السمك وكذلك ألفي نبتة أصلية وسبب هذا التنوع الحيوي هو غزارة هطول المطر حيث يقارب معدل هطولها 380 مللتر لكل سنة مما يجعلها أرطب الصحاري قاطبة.